# バターミルク

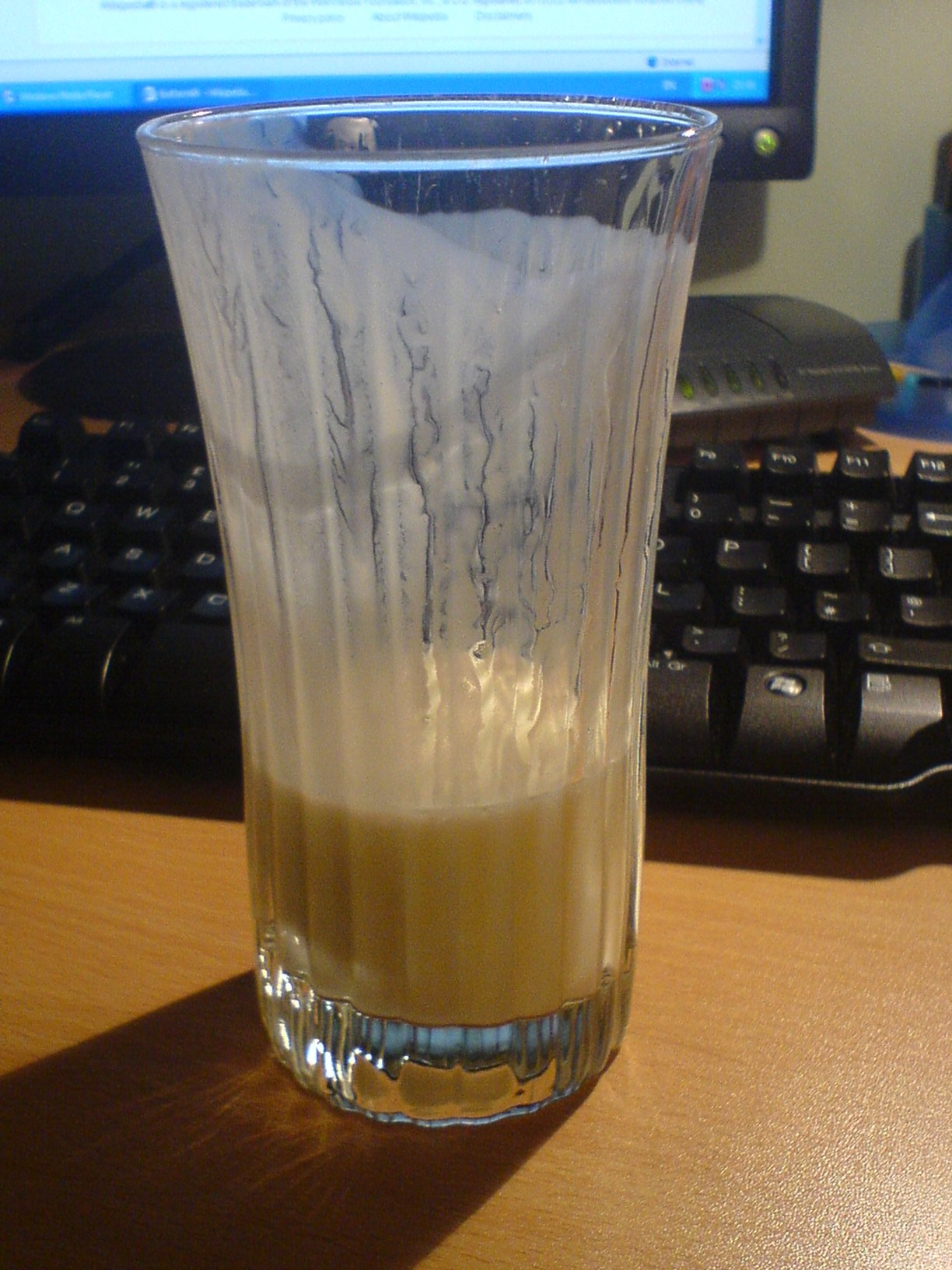
グラスに入ったバターミルク

バターミルク（buttermilk）は、乳製品であり複数の異なった飲み物を指す。もともと、バターミルクとは、クリームからバターを作った後に残った液体であり、これを伝統的なバターミルク（traditional buttermilk）と呼ぶ。
さらに、中東、インド、アメリカ合衆国南部等の温かい地域で作られる様々な酸味を持つ発酵乳のことも指し培養バターミルク（cultured buttermilk）と呼ばれる。寒い地域であるが、スカンジナビア半島やドイツ、ポーランドでも培養バターミルクはよく飲まれる。
酸性バターミルクはミルクにレモンジュースなどの食用の酸を加えたものと定義され、バターミルクの代用品としても使用される。主な作り方としては小さじ1杯のレモンジュースに1カップの牛乳を混ぜ10分程度凝固するのを待つ、がある。
これらバターミルクの酸味は、牛乳の中の酸の量による。酸味は主乳酸菌がラクトースを発酵させる際に副産物として作られる乳酸に由来する。乳酸が作られると牛乳のpHは低下し、主要なタンパク質であるカゼインが凝固し、カードや凝固乳となる。この過程で、バターミルクは通常の牛乳よりも濃くなる。一般に、伝統的なバターミルクよりも、培養バターミルクの方が濃い。バターミルクはそのまま飲む他に、ソーダブレッドなど料理にも使用される。

## 伝統的なバターミルク
元来バターミルクとは、牛乳をしばらく置いておくことで、牛乳から分離したクリームを撹拌しバターを作る時に残った液体のことであった。このバターを作る過程において牛乳の中に自生する乳酸菌によって酸味が生まれる。この過程が行われる1つの理由は、pHの低いクリームの脂肪は新鮮なものよりもまとまりやすく、バターの分離が容易になるからである。酸性の環境は、他の有害な微生物の生育を阻害し、品質保持期限も長くなる。
インドやパキスタンの家庭では、ダヒ（ヨーグルト）から作られたバターミルクが現在も一般的に使用されており、さらに "chaas"、"chaaNch"、"chaach" と呼ばれるスパイシーなバターミルクが飲まれている。これらの伝統的なバターミルクは西洋諸国ではほとんど見られなくなっている。

## 培養バターミルク
現在市販されている培養バターミルクは、工業的手法により加熱殺菌、均質化された脂肪分1%もしくは2%の牛乳にStreptococcus lactisという乳酸菌を加え作られる。着色したバターの固形物を混ぜて、より従来の手法で作ったバターミルクに近づけたものもある。ブルガリアバターミルクと呼ばれるものは、さらに酸味の強いLactobacillus bulgaricusという別の種類の菌を加える。コンデンスバターミルクやパウダー状のバターミルクの需要も増えている。
1900年代初期、培養されたバターミルクは、「ordinary buttermilk」と呼ばれた伝統的なものと区別するため、「artificial buttermilk」というラベルを付けて売られたが、現在では行われておらず、牛乳に食用の酸を加えた製品に付けられるようになった。

## 効能
バターミルクは、バター製造のために脂肪分が既に取り除かれていることにより、通常の牛乳と比べて脂肪やカロリーが低い。カリウム、ビタミンB12、カルシウムが豊富である。バターミルクは、牛乳よりも消化がよく、スキムミルクよりも多くの乳酸を含んでいる。消化がよいため、たんぱく質やカルシウムが体内に吸収されやすい。牛乳1杯あたり、157kcal、脂肪分8.9gであるのに対して、バターミルクは1杯あたり、99kcalで、脂肪分2.2gである。ただし、スキムミルクや低脂肪乳から作っているものもあるため、脂肪の量はブランドによって異なる。